# Fuga nel futuro
Fuga nel futuro (in russo Попытка к бегству?, Popytka k begstvu, lett. Tentativo di fuga) è un romanzo di fantascienza dei fratelli Strugackij pubblicato in URSS nel 1962. 
(Boris Strugatskij, Kommentarii k projdennomy (1961-1963), http://www.rusf.ru/abs/books/bns-03.htm)

## Storia editoriale
La prima edizione italiana è del 1966, per le edizioni FER. Nel 1988 esce in appendice a Lo scarabeo nel formicaio, edito da Editori Riuniti e con il titolo più aderente all'originale russo (Tentativo di fuga).

## Trama
(Arkadij e Boris Strugackij, Fuga nel futuro)
In un futuro lontano (XXIII secolo), due amici (Anton, pilota di vascello, e Vadim, linguista) vogliono passare le vacanze sul pianeta Pandora per un safari avventuroso, ma i piani cambiano perché si unisce a loro uno sconosciuto (Saul Repkin) che dichiara di essere uno storico, esperto del XX secolo. I tre scoprono così un nuovo pianeta, ricoperto di ghiaccio (battezzato Saulia), in cui parte della popolazione è brutalmente soggiogata dai propri consimili. Il pianeta reca anche le tracce dei cosiddetti "vagabondi dello spazio". Saul scompare misteriosamente. Si scoprirà che era in realtà prigioniero in un campo di concentramento nazista. Fuggito tra le pieghe del tempo in circostanze del tutto ignote, si renderà conto che non può abbandonare la lotta e farà ritorno alla sua epoca.
La "deritrinitazione" (деритринитация) è un termine coniato dai fratelli Strugatskij, usato tra gli altri, proprio nel romanzo Tentativo di fuga. Si tratta di una tecnologia avveneristica che si basa sulla c.d. "nonlocalità" e che consente il trasferimento istantaneo di un'astronave da un punto all'altro dello spazio.

## Edizioni
- Arkadij Strugackij e Boris Strugackij, Fuga nel futuro, traduzione di Renata Derossi, FER, 1966.
- Arkadij Strugackij e Boris Strugackij, Tentativo di fuga, in Clauda Scandura (a cura di), Lo scarabeo nel formicaio, collana Albatros, traduzione di Clauda Scandura, Editori riuniti, 1988,  p. 316, ISBN 88-359-3201-7.